# Annibale Bentivoglio (Bischof)
Annibale Bentivoglio (* in Bologna; † 21. April 1663 in Florenz) war ein italienischer römisch-katholischer Geistlicher, Titularerzbischof und päpstlicher Diplomat.

## Leben
Der aus Bologna stammende Bentivoglio wurde am 6. März 1645 zum Titularerzbischof von Thebae ernannt. Die Bischofsweihe spendete ihm am 19. März desselben Jahres Kardinal Alessandro Bichi, Erzbischof von Carpentras; Mitkonsekratoren waren die Erzbischöfe Alfonso Gonzaga und Giovanni de Torres. Am 20. April 1645 wurde er zum Apostolischen Nuntius im Großherzogtum Toskana bestellt. Von diesem Amt trat er im November 1652 zurück. Er starb elf Jahre später in Florenz.